# Протокол Литвинова
Протокол Литвинова, пакт Литвинова, Московский протокол — международный договор, подписанный 9 февраля 1929 года в Москве. В подписании участвовали: СССР, Польша, Румыния, Латвия, Эстония, Вольный город Данциг. Договор назван в честь главного инициатора — заместителя наркома по иностранным делам СССР Максима Литвинова.
Инициатива подписания данного договора принадлежала советской дипломатии. Подписанный в августе 1928 года Пакт Бриана — Келлога об отказе от войны в качестве орудия национальной политики мог вступить в силу только после его ратификации всеми странами-подписантами, и советское правительство обратилось к правительствам Польши и прибалтийских государств с предложением считать пакт обязательным и вступившим в силу даже в том случае, если другие страны его не ратифицируют.
29 декабря 1928 года правительство СССР направило Польше и Литве (уже ратифицировавшим Пакт Бриана — Келлога) ноту с предложением подписать протокол о досрочном введении в действие этого пакта. Правительствам Латвии и Эстонии (эти страны подписали пакт, но не ратифицировали его) и Финляндии (еще не присоединившейся к пакту) было направлено предложение подписать этот протокол сразу после окончательного оформления присоединения к Пакту Бриана — Келлога.
Министерство иностранных дел Литвы в ноте от 10 января 1929 года сообщило, что литовское правительство в принципе согласно с советским предложением, но ему требуется дополнительное время для обсуждений. Правительство Латвии обусловило своё участие в подписании позицией Польши. Предполагая, что осторожность этих государств прямо связана с наличием у СССР неурегулированного территориального спора с Румынией из-за принадлежности Бессарабии, советское правительство направило предложение о присоединении к протоколу также правительству Румынии.
9 февраля 1929 года в Москве состоялось подписание протокола о немедленном введении в действие Парижского договора об отказе от войны в качестве орудия национальной политики. 1 апреля 1929 года к нему присоединилась Турция и 5 апреля — Литва.
Тем временем пакт Бриана — Келлога ратифицировали 44 государства, и 24 июля 1929 года он вступил в силу, в связи с чем Московский протокол утратил своё значение.